# London Live
London Live est une chaîne de télévision locale à Londres, en Angleterre. La chaîne diffuse des informations locales, des actualités, des sports, des arts, des événements et des divertissements. Elle fait partie d'Ofcom, le bureau britannique des communications. Le propriétaire de London Live est l'oligarque russe Evgeny Lebedev, qui est également président et propriétaire d'Evening Standard Ltd (éditeur du journal Evening Standard, qu'il a acheté en janvier 2009) et d'Independent Print Ltd (éditeur de The Independent et Independent on Sunday, qu'il a acheté en mars 2010).

## Logos

Logo de 2013 à 2014.
Logo depuis 2014.